# Серна, Исмаэль
Исмаэль Серна Сандоваль (исп. Ismael Cerna; 3 июля 1856, Чикимула, Гватемала — 8 апреля 1901, Гватемала) — гватемальский поэт. Предтеча гватемальского театра.

## Биография
Племянник Висенте Серна-и-Серна Сандоваля (1815—1885), президента Гватемалы в 1865—1871 гг.
Изучал философию, затем медицину и право в Университете Сан-Карлос. Позднее вступил в армию, под командованием Висенте Серна, в 1871 году сражался против революционных войск Мигеля Гарсиа Гранадос-и-Савалы и Хусто Руфино Барриоса Ауйона.
После падения президента Висенте Серна был схвачен вместе с его дядей и заключён в тюрьму. После освобождения отправился в изгнание в Сальвадор, где поселился в г. Санта-Ана. После того, как местный президент Рафаэль Сальдивар-и-Ласо неожиданно столкнулся с Серной в Сан-Мигеле и предложил ему работу, был редактором одной из официальных газет. В 1884 году тайно вернулся на родину, был узнан и вновь оказался в гватемальской тюрьме.
Был членом поэтической группы, известной как Лос Ремишерос, которая стремилась избежать полного контроля над их творчеством Барриоса, лидера революции 1871 года, свергнувшей президента Висенте Серна-и-Серна Сандоваля. Новый президент видел, угрозу со стороны недовольных его правлением и приказал уничтожить родовое поместье семьи Серна Сандоваль, даже убив его владельца, Немесио Серну, отца Исмаэля

## Творчество
Во время тюремного заключения много писал. Написанная им в 1891 году, «La Penitenciería de Guatemala», когда он был беглецом в Сальвадоре, по мнению специалистов, даёт основание считать его основателем, положившим начало театра в Гватемале.
До его смерти ряд стихов поэта был опубликован и ныне имеет национальное значение в Гватемале.

## Избранные произведения
- A Justo Refino Barrios,
- Ante la tumba de Barrios
- A Guatemala.

Умер 8 апреля 1901 года из-за диабета, работая над корректурой книги, которая готовилась к публикации.

## Память
- Имя поэта носит парк в Чикимулему[4].